# 2014-es holland labdarúgó-szuperkupa
A 2014-es volt a Szuperkupa 25. döntője és azon belül a 19. Johan Cruijff-kupa.
A döntőt augusztus 3-án rendezték. A helyszín Amszterdamban volt, pontosabban az Amsterdam ArenA-ban. A döntő két résztvevője a bajnoki cím nyertese és ezen kupa címvédője az AFC Ajax, és a kupagyőztes, a PEC Zwolle voltak. A PEC Zwolle csapata története során először játszott a Szuperkupában, mivel eddig még sosem sikerült sem a bajnokságot, sem a kupát megnyernie. Hatalmas meglepetésre meg is nyerték a döntőt. Ezen mérkőzés egyrészt a kupadöntő visszavágója is volt, mivel azt is ezek a csapatok játszották, és a PEC Zwolle ott is felülkerekedett amszterdami ellenfelén.
A zwollei csapat középcsatára, a holland Stefan Nijland második félidő elején szerzett góljával hódította el a Szuperkupát.
Ez volt a 11. alkalom, hogy a kupagyőztes hódította el a Szuperkupát.

## Döntő
| 2014. augusztus 3. 18:00 |

| PEC Zwolle         | 1–0               | AFC Ajax |
| ------------------ | ----------------- | -------- |
| Stefan Nijland 55' | (0–0) Jegyzőkönyv |          |

| Amsterdam ArenA, Amszterdam Nézőszám: 42.000 Játékvezető: Danny Makkelie |

| PEC Zwolle | Ajax |

| PEC Zwolle: |    |                       |     |
|             |    |                       |     |
| GK          | 1  | Diederik Boer         |     |
| RB          | 2  | Bram van Polen        | 52' |
| CB          | 15 | Trent Sainsbury       |     |
| CB          | 14 | Joost Broerse         |     |
| LB          | 5  | Bart van Hintum       | 83' |
| CM          | 22 | Kamohelo Mokotjo      |     |
| CM          | 23 | Ben Rienstra          | 54' |
| RW          | 6  | Mustafa Saymak        |     |
| AM          | 11 | Jesper Drost          |     |
| LW          | 30 | Ryan Thomas           | 62' |
| CF          | 10 | Stefan Nijland        | 68' |
| Cserék:     |    |                       |     |
| FW          | 8  | Athanasios Karagounis | 62' |
| FW          | 9  | Nikolaos Ioannidis    | 68' |
| FW          | 17 | Denis Mahmudov        |     |
| MF          | 19 | Rick Dekker           |     |
| DF          | 24 | Steven Pereira        |     |
| GK          | 25 | Boy de Jong           |     |
| DF          | 28 | Thomas Lam            |     |
| Edző:       |    |                       |     |
| Ron Jans    |    |                       |     |

| AFC Ajax:     |    |                      |       |
|               |    |                      |       |
| GK            | 1  | Kenneth Vermeer      |       |
| RB            | 29 | Ricardo van Rhijn    |       |
| CB            | 6  | Mike van der Hoorn   |       |
| CB            | 4  | Niklas Moisander     | 45+1' |
| LB            | 5  | Nicolai Boilesen     |       |
| CM            | 10 | Davy Klaassen        |       |
| DM            | 26 | Nick Viergever       | 39'   |
| CM            | 16 | Lucas Andersen       |       |
| RW            | 20 | Lasse Schøne         |       |
| CF            | 19 | Arkadiusz Milik      | 82'   |
| LW            | 11 | Ricardo Kishna       | 59'   |
| Cserék:       |    |                      |       |
| FW            | 9  | Kolbeinn Sigthórsson | 82'   |
| FW            | 21 | Anwar El Ghazi       | 59'   |
| MF            | 25 | Thulani Serero       | 39'   |
| MF            | 8  | Lerin Duarte         |       |
| DF            | 23 | Kenny Tete           |       |
| DF            | 24 | Stefano Denswil      |       |
| GK            | 31 | Peter Leeuwenburgh   |       |
| Edző:         |    |                      |       |
| Frank de Boer |    |                      |       |

| HOLLAND-SZUPERKUPA 2014    |
| -------------------------- |
| PEC Zwolle 1. kupagyőzelem |

## Egyéb
- Holland labdarúgó-szuperkupa